# Garyville
Garyville est une census-designated place de la paroisse de Saint-Jean-Baptiste, en Louisiane, aux États-Unis. 
Depuis 1976, la raffinerie de Garyville est en activité.